# Merismomorpha truncata
Merismomorpha truncata är en stekelart som beskrevs av Sureshan 2000. Merismomorpha truncata ingår i släktet Merismomorpha och familjen puppglanssteklar. Inga underarter finns listade i Catalogue of Life.